# نیتروسو

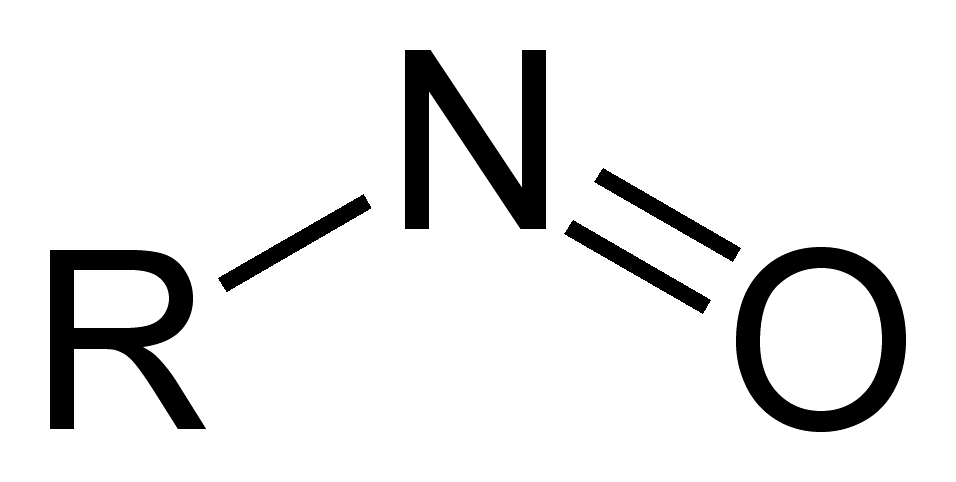
ساختار شیمیایی گروه نیتروسو

نیتروسو(به انگلیسی: Nitroso) گروه عاملی در شیمی آلی است که در آن یک NO به یک شاخه کربنی یا دیگر عناصر مانند گوگرد، اکسیژن یا نیتروژن متصل شده است.